# Jan Kott
Jan Kott (Varsovia, Polonia, 27 de octubre de 1914-Santa Mónica, California, 23 de diciembre de 2001) fue un crítico y teórico teatral polaco del siglo XX.

## Trayectoria
Jan Kott, estudió letras en Varsovia, su ciudad natal. Se trasladó a París, donde estuvo desde 1938, becado, antes de regresar a Polonia en vísperas de la guerra mundial. Fue miembro de la Resistencia en Polonia hasta 1945.
Tras la Segunda Guerra Mundial, dio clases de literatura francesa en Wroclaw, y al tiempo enseñó literatura polaca en Varsovia. 
Kott fue un defensor del realismo, en la línea mayor que suponen Dickens, Balzac, Stendhal y Tolstoi, si bien incorporó muchos motivos existenciales de su tiempo. Tradujo a Diderot, Eluard, Montherland y a varios contemporáneos franceses, cercanos al mundo teatral.
Realizó un gran trabajo de divulgación de esa tradición expresiva realista, de acuerdo con la época y la situación política. Pero, disgustado profundamente por las consignas partidarias, se apartó en 1957 de la línea oficial, y eligió una perspectiva independiente, lo que le condujo a sus grandes interpretaciones de la cultura occidental. El manjar de los dioses, de 1970, sobre la tragedia griega, es buena muestra de ello.
Emigró a los Estados Unidos, en 1966, primero como lector en Universidad de Yale y, luego, en Berkeley. Dio también unas clases en la Universidad hebrea de Jerusalén hacia 1975. 
En Norteamérica participó en The New Republic, Partisan Review y The New York Review of Books; vivió en California y de hecho, murió en Santa Mónica, California, tras una crisis cardíaca. Sólo regresó una vez en 1981 a Varsovia.

## Obras sobre teatro
Kott fue un poeta, políglota y crítico de gran agudeza. Tradujo a personalidades como Molière, Diderot, Sartre, Ionesco, Camus y a otros autores.
Escribió más de treinta libros. Destacan sus trabajos sobre la tragedia griega y sobre Shakespeare. En este segundo caso, lo interpreta muy existencialmente, al lado de Eugène Ionesco y Samuel Beckett. Pues para él el teatro shakesperiano aborda temas muy contemporáneos como son el absurdo, la angustia o la crueldad así como aspectos didácticos, morales. El rey Lear sería en ese punto reinterpretable gracias a Esperando a Godot.
Su famoso libro shakesperiano (publicado en Varsovia, 1961), se tradujo pronto al español: Apuntes sobre Shakespeare. En cierta medida es heredero expreso de una obra maestra polaca, el Estudio sobre Hamlet de Stanislaw Wyspiański (1905), dado su modo de ir profundizando y actualizando las distintas obras de Shakespeare, que sería para él "como el mundo o como la vida". Es más, como añade el propio Kott, el hamletismo moderno "consiste en la defensa de la libertad interior", es un liberador como en Wyspiański.
Kott escribió sobre dos grandes shakesperianos de la escena en su tiempo: Laurence Olivier y Peter Brook, con su montaje de Tito Andrónico, que se pudo también en Varsovia, en junio de 1957.
La edición inglesa del libro de Kott, con prólogo de Peter Brook, se llama Shakespeare our Contemporary, nombre de la nueva versión española. Por su parte, la puesta en escena de Rey Lear, hecha y filmada por el propio Brook, estuvo influida por Kott. Y es que, ese Shakespeare suyo, como decía Kott, es "tan de nuestro tiempo, es a la vez el más renacentista: un Shakespeare terrestre e infernal, Shakespeare del espanto y del ensueño, del encantamiento y de la poesía".
Además Kott escribió sobre teatro japonés, que siempre admiró, y también sobre las dos grandes figuras polacas del teatro de la segunda mitad del siglo XX: Jerzy Grotowski y Tadeusz Kantor.

## Obras
- Mitología y realismo, 1946, que resume su primera etapa.
- Apuntes sobre Shakespeare, Seix-Barral, 1969, or. 1961.
- El manjar de los dioses, Era, 1977, or. 1970, sobre la tragedia griega.
- Shakespeare, nuestro contemporáneo, Alba, 2002.
- Theater Notebook.
- Arroyo de piedra, con ensayos sobre el teatro japonés.
- The Bottom Traslation.